# Acanthophrysella
Acanthophrysella is een geslacht van hooiwagens uit de familie Assamiidae.
De wetenschappelijke naam Acanthophrysella is voor het eerst geldig gepubliceerd door Strand in 1911. 

## Soorten
Acanthophrysella is monotypisch en omvat slechts de volgende soort:
- Acanthophrysella pectinata